# Sabaotes
Sabaotes são um povo nilota, subgrupo dos calenjins, que habita os planaltos ocidentais do Quênia. São divididos em quatro subgrupos chamados conis (kony), poques (pok), sapeis ou sebeis e bungomeques (bungomek). Sua população excede os 75 mil indivíduos. Tradicionalmente criam gado, mas mais recentemente começaram a cultivar milho e tabaco para fins comerciais e a migrar rumo às cidades. São conhecidos como guerreiros habilidosos e historicamente atacaram os vizinhos massais, luos e quisis em busca de gado, mas com a chegada dos britânicos na região em 1905, os ataques cessaram.